# Legergroep

Grafische voorstelling van een legergroep op een militaire kaart volgens de NAVO-conventie

Een legergroep is, in de moderne militaire organisatie, een militaire eenheid die bestaat uit twee of meer legers. Het omvat over het algemeen tussen de 400.000 en 1.000.000 soldaten.
Het bevel over een legergroep berust doorgaans bij een generaal (4-sterrenrang) of maarschalk (5-sterrenrang).